# Seven Arcs
Seven Arcs Co., Ltd. (株式会社セブン・アークス Kabushiki kaisha Sebun Aakusu?) es un estudio japonés de producción de animación, y un antiguo estudio, establecido el 31 de mayo de 2002 y se encuentra en Nakano, Tokio, Japón por el expersonal del Studio Pierrot. La compañía originalmente producía series OVAs para adultos bajo otro estudio de animación llamado Arcturus desde abril de 2000 y tenía la intención de en algún momento iniciar la producción de series anime de televisión, y se hizo posible en mayo de 2002 cuando se formó Seven Arcs. Al principio, ellos continuaron produciendo OVAs para adultos, como Night Shift Nurses, pero en 2004, pasaron a crear su primera serie anime de televisión, Magical Girl Lyrical Nanoha. Desde entonces, la compañía ha producido diversas series animadas de televisión y películas.
En 2012, la sección de animación se separó formando el estudio, Seven Arcs Pictures Co., Ltd. (株式会社Seven Arcs Pictures Kabushiki-gaisha Sebun Ākusu Pikuchāzu?) como una compañía subsidiaria. Desde entonces Seven Arcs tiene su negocio en la planificación de la animación y la gestión de licencias. Seven Arcs Pictures, Seven Arcs y Arcturus se fusionaron el 1 de octubre de 2019, transformándose en la única empresa Seven Arcs.

## Como Seven Arcs (2002-2012)

### Series de televisión
| Año  | Título                               | Director(es)    | Fecha de primera transmisión | Fecha de última transmisión | Eps. | Notas                                                                                       |
| ---- | ------------------------------------ | --------------- | ---------------------------- | --------------------------- | ---- | ------------------------------------------------------------------------------------------- |
| 2004 | Magical Girl Lyrical Nanoha          | Akiyuki Shinbo  | 1 de octubre de 2004         | 25 de diciembre de 2004     | 13   | Historia original.                                                                          |
| 2005 | Magical Girl Lyrical Nanoha A's      | Keizou Kusakawa | 1 de octubre de 2005         | 24 de diciembre de 2005     | 13   | Secuela de Magical Girl Lyrical Nanoha.                                                     |
| 2006 | Inukami!                             | Keizō Kusakawa  | 5 de abril de 2006           | 28 de septiembre de 2006    | 26   | Adaptación de las novelas ligeras de Mamizu Arisawa.                                        |
| 2007 | Magical Girl Lyrical Nanoha StrikerS | Keizou Kusakawa | 1 de abril de 2007           | 23 de septiembre de 2007    | 26   | Secuela de Magical Girl Lyrical Nanoha A's.                                                 |
| 2008 | Sekirei                              | Keizou Kusakawa | 2 de julio de 2008           | 17 de septiembre de 2008    | 12   | Adaptación del manga escrito e ilustrado por Sakurako Gokurakuin.                           |
| 2009 | White Album                          | Akira Yoshimura | 3 de enero de 2009           | 28 de marzo de 2009         | 13   | Adaptación de la novela visual para adultos desarrollada por Leaf.                          |
| 2009 | Asura Cryin'                         | Keizou Kusakawa | 2 de abril de 2009           | 25 de junio de 2009         | 13   | Adaptación de las novelas ligeras escritas por Gakuto Mikumo e ilustradas por Nao Watanuki. |
| 2009 | Asura Cryin' 2                       | Keizou Kusakawa | 1 de octubre de 2009         | 24 de diciembre de 2009     | 13   | Secuela de Asura Cryin'.                                                                    |
| 2009 | White Album 2nd Season               | Akira Yoshimura | 2 de octubre de 2009         | 25 de diciembre de 2009     | 13   | Secuela de White Album.                                                                     |
| 2010 | Sekirei ~Pure Engagement~            | Keizou Kusakawa | 4 de julio del 2010          | 26 de septiembre de 2010    | 13   | Secuela de Sekirei.                                                                         |
| 2011 | Dog Days                             | Junji Nishimura | 2 de abril de 2011           | 25 de junio de 2011         | 13   | Historia original                                                                           |
| 2012 | Dog Days'                            | Junji Nishimura | 7 de julio de 2012           | 29 de septiembre de 2012    | 13   | Secuela de Dog Days                                                                         |

### OVAs
| Año  | Título                              | Eps. | Notas |
| ---- | ----------------------------------- | ---- | --- |
| 2003 | Triangle Heart: Sweet Songs Forever | 1    | |
| 2009 | Sekirei: Hajimete no Otsukai        | 1    | OVA de diez minutos incluida junto con el sexto volumen edición limitada de Sekirei.                                 |
| 2010 | Sekirei: Pure Engagement Episode 0  | 1    | Episodio 0, que consta de dos subepisodios: "Sekirei Shindan" (Sekirei Diagnosis) y "Sekirei Yoka" (Sekirei Leisure) |
| 2012 | Dog Days' Specials                  | 13   | Episodios especiales.                                                                                                |
| 2015 | Dog Days Recap                      | 1    | Resumen de las dos primeras temporadas de la serie Dog Days.                                                         |

### Películas
| Año  | Título                                                    | Director(es)    | Duración | Notas                                                |
| ---- | --------------------------------------------------------- | --------------- | -------- | ---------------------------------------------------- |
| 2007 | Inukami! The Movie: Tokumei Reiteki Sōsakan Karina Shirō! | Keizō Kusakawa  | 26m      | Adaptación de las novelas ligeras de Mamizu Arisawa. |
| 2010 | Magical Girl Lyrical Nanoha The MOVIE 1st                 | Keizou Kusakawa | 130m     | Historia original.                                   |
| 2012 | Magical Girl Lyrical Nanoha The MOVIE 2nd A's             | Keizou Kusakawa | 149m     | Secuela de Magical Girl Lyrical Nanoha The MOVIE 1st |
| 2016 | Saga-ken wo Meguru Animation                              | Junji Nishimura | 12m      | Historia original.                                   |

## Como Seven Arc Pictures (2013-2019)

### Series de televisión
| Año  | Título                              | Director(es)       | Fecha de primera transmisión | Fecha de última transmisión | Eps. | Notas                                                                             |
| ---- | ----------------------------------- | ------------------ | ---------------------------- | --------------------------- | ---- | --------------------------------------------------------------------------------- |
| 2013 | Mushibugyo                          | Takayuki Hamana    | 8 de abril de 2013           | 30 de septiembre de 2013    | 26   | Adaptación del manga escrito e ilustrado por Hiroshi Fukuda.                      |
| 2014 | Trinity Seven                       | Hiroshi Nishikiori | 7 de octubre de 2014         | 23 de diciembre de 2014     | 12   | Adaptación del manga escrito por Kenji Saito e ilustrado por Akinari Nao.         |
| 2015 | Dog Days''                          | Junji Nishimura    | 10 de enero de 2015          | 28 de marzo de 2015         | 12   | Secuela de Dog Days'                                                              |
| 2016 | Ooya-san wa Shishunki!              | Yuuki Ogawa        | 10 de enero de 2016          | 27 de marzo de 2016         | 12   | Adaptación del manga escrito e ilustrado por Rurū                                 |
| 2016 | ViVid Strike!                       | Junji Nishimura    | 1 de octubre de 2016         | 17 de diciembre de 2016     | 12   | Historia original.                                                                |
| 2016 | Idol Memories                       | Katsuya kikuchi    | 3 de octubre de 2016         | 18 de diciembre de 2016     | 12   | Historia original.                                                                |
| 2018 | Basilisk: Ouka Ninpouchou           | Junji Nishimura    | 8 de enero de 2018           | 18 de junio de 2018         | 24   | Adaptación del manga escrito por Masaki Yamada e ilustrado por Tatsuya Shihira.   |
| 2018 | Saredo Tsumibito wa Ryū to Odoru    | Hiroshi Nishikiori | 5 de abril de 2018           | 21 de junio de 2018         | 12   | Adaptación de las novelas ligeras escritas por Labo Asai e ilustradas por Miyagi. |
| 2019 | Bermuda Triangle: Colorful Pastrale | Junji Nishimura    | 12 de enero de 2019          | 30 de marzo de 2019         | 12   | Historia original.                                                                |

### OVAs
| Año  | Título                                             | Eps. | Notas                                                                   |
| ---- | -------------------------------------------------- | ---- | ----------------------------------------------------------------------- |
| 2014 | Mushibugyo OVA                                     | 3    | Adaptación del manga escrito e ilustrado por Hiroshi Fukuda.            |
| 2015 | Trinity Seven: Nanatsu no Taizai to Nana Madoushi  | 1    | Secuela de Trinity Seven.                                               |
| 2016 | Ginga Kikoutai Majestic Prince: Mirai e no Tsubasa | 1    | Secuela de Ginga Kikoutai Majestic Prince. Coproducción junto a Orange. |

### Películas
| Año  | Título                                                   | Director(es)       | Duración | Notas                                                                     |
| ---- | -------------------------------------------------------- | ------------------ | -------- | ------------------------------------------------------------------------- |
| 2017 | Trinity Seven Movie 1: Eternity Library to Alchemic Girl | Hiroshi Nishikiori | 55m      | Adaptación del manga escrito por Kenji Saito e ilustrado por Akinari Nao. |
| 2017 | Mahou Girl Lyrical Nanoha: Reflection                    | Takayuki Hamana    | 111m     | Secuela de Magical Girl Lyrical Nanoha The MOVIE 2nd A's.                 |
| 2018 | Mahou Girl Lyrical Nanoha: Detonation                    | Takayuki Hamana    | 111m     | Secuela de Mahou Girl Lyrical Nanoha: Reflection.                         |
| 2019 | Trinity Seven Movie 2: Heavens Library to Crimson Lord   | Hiroshi Nishikiori | 60m      | Secuela de Trinity Seven Movie 1: Eternity Library to Alchemic Girl.      |

### Series Canceladas
- Nidome no Jinsei Wo Isekai de - Originalmente planeado para estrenarse en octubre de 2018 pero después cancelado por comentarios controversiales por el autor de la novela ligera MINE.

## Como Seven Arcs (empresa fusionada, 2019-presente)

### Series de televisión
| Año  | Título                                                                                | Director(es)                | Fecha de primera transmisión | Fecha de última transmisión | Eps. | Notas                                                                            | Refs.                      |
| ---- | ------------------------------------------------------------------------------------- | --------------------------- | ---------------------------- | --------------------------- | ---- | -------------------------------------------------------------------------------- | -------------------------- |
| 2020 | Arte                                                                                  | Takayuki Hamana             | 4 de abril de 2020           | 20 de junio de 2020         | 12   | Adaptación del manga escrito e ilustrado por Kei Ohkubo.                         | [ 3 ]                      |
| 2020 | Tonikaku Kawaii                                                                       | Hiroshi Ikehata             | 2 de octubre de 2020         | 18 de diciembre de 2020     | 12   | Adaptación del manga escrito e ilustrado por Kenjiro Hata.                       | [ 4 ]                      |
| 2021 | Blue Period                                                                           | Kōji Masunari Katsuya Asano | 2 de octubre de 2021         | 18 de diciembre de 2021     | 12   | Adaptación del manga escrito e ilustrado por Tsubasa Yamaguchi.                  | [ 5 ]                      |
| 2023 | Tonikaku Kawaii 2nd Season                                                            | Hiroshi Ikehata             | 8 de abril de 2023           | 24 de junio de 2023         | 12   | Secuela de Tonikaku Kawaii.                                                      | [ 6 ] [ 7 ] [ 8 ]          |
| 2024 | Mato Seihei no Slave                                                                  | Junji Nishimura Gorō Kuji   | 4 de enero de 2024           | 21 de marzo de 2024         | 12   | Adaptación del manga escrito por Takahiro e ilustrado por Youhei Takemura.       | [ 9 ] [ 10 ] [ 11 ] [ 12 ] |
| 2024 | Hazure Waku no "Jōtai Ijō Sukiru" de Saikyō ni Natta Ore ga Subete wo Jūrin Suru made | Michio Fukuda               | 5 de julio de 2024           | 27 de septiembre de 2024    | 12   | Adaptación de la novela ligera escrita por Kaoru Shinozaki e ilustrada por KWKM. | [ 13 ] [ 14 ] [ 15 ]       |
| —    | Mahō Shōjo Lyrical Nanoha EXCEEDS: Gun Blaze Vengeance                                | Takayuki Hamana             | —                            | —                           | —    | Historia original.                                                               | [ 16 ]                     |

### OVAs
| Año  | Título                   | Director(es)    | Fecha de primera transmisión | Fecha de última transmisión | Eps. | Notas                              | Refs.  |
| ---- | ------------------------ | --------------- | ---------------------------- | --------------------------- | ---- | ---------------------------------- | ------ |
| 2021 | Tonikaku Kawaii: SNS     | Hiroshi Ikehata | 18 de agosto de 2021         | 18 de agosto de 2021        | 1    | Episodio extra de Tonikaku Kawaii. |        |
| 2022 | Tonikaku Kawaii: Seifuku | Hiroshi Ikehata | 22 de noviembre de 2022      | 22 de noviembre de 2022     | 1    | Episodio extra de Tonikaku Kawaii. | [ 17 ] |

### ONAs
| Año  | Título                       | Director(es)    | Fecha de primera transmisión | Fecha de última transmisión | Eps. | Notas                                                      | Refs.  |
| ---- | ---------------------------- | --------------- | ---------------------------- | --------------------------- | ---- | ---------------------------------------------------------- | ------ |
| 2023 | Tonikaku Kawaii Joshi Kō-hen | Hiroshi Ikehata | 12 de julio de 2023          | 23 de agosto de 2023        | 4    | Adaptación del manga escrito e ilustrado por Kenjiro Hata. | [ 18 ] |